# Artur de Sacadura Freire Cabral
Artur de Sacadura Freire Cabral, znany powszechnie jako Sacadura Cabral (ur. 23 maja 1881, zm. 15 listopada 1924) – portugalski pionier lotnictwa. Wraz ze swym towarzyszem Gago Coutinho dokonał pierwszego przelotu nad południowym Atlantykiem w 1922 r. na trasie z Lizbony do Rio de Janeiro w Brazylii, który był jednocześnie pierwszym przelotem korzystającym z nawigacji astronomicznej.

## Zaginięcie i jego następstwa
15 listopada 1924 zaginął podczas lotu przez Kanał La Manche wraz ze swoim drugim pilotem i mechanikiem, kapralem José Correią, z powodu mgły i pogarszającego się wzroku, co nigdy nie powstrzymywało go przed lataniem. Chociaż cztery dni później znaleziono część wraku samolotu, ciał nie udało się odnaleźć. Poświęcony im pomnik znajduje się w Lizbonie, a kolejny pomnik powstał w jego rodzinnym mieście, Celorico da Beira. Był wujkiem portugalskich polityków Miguela Portasa i Paulo Portasa.

## Odznaczenia
- Krzyż Wielki Orderu Wieży i Miecza (1922)[5]
- Kawaler Orderu Wieży i Miecza (1919)[5]
- Komandor Orderu Avis (1919)[5]
- Krzyż Wielki Orderu Camõesa (pośmiertnie, 2023)[5]

## Galeria

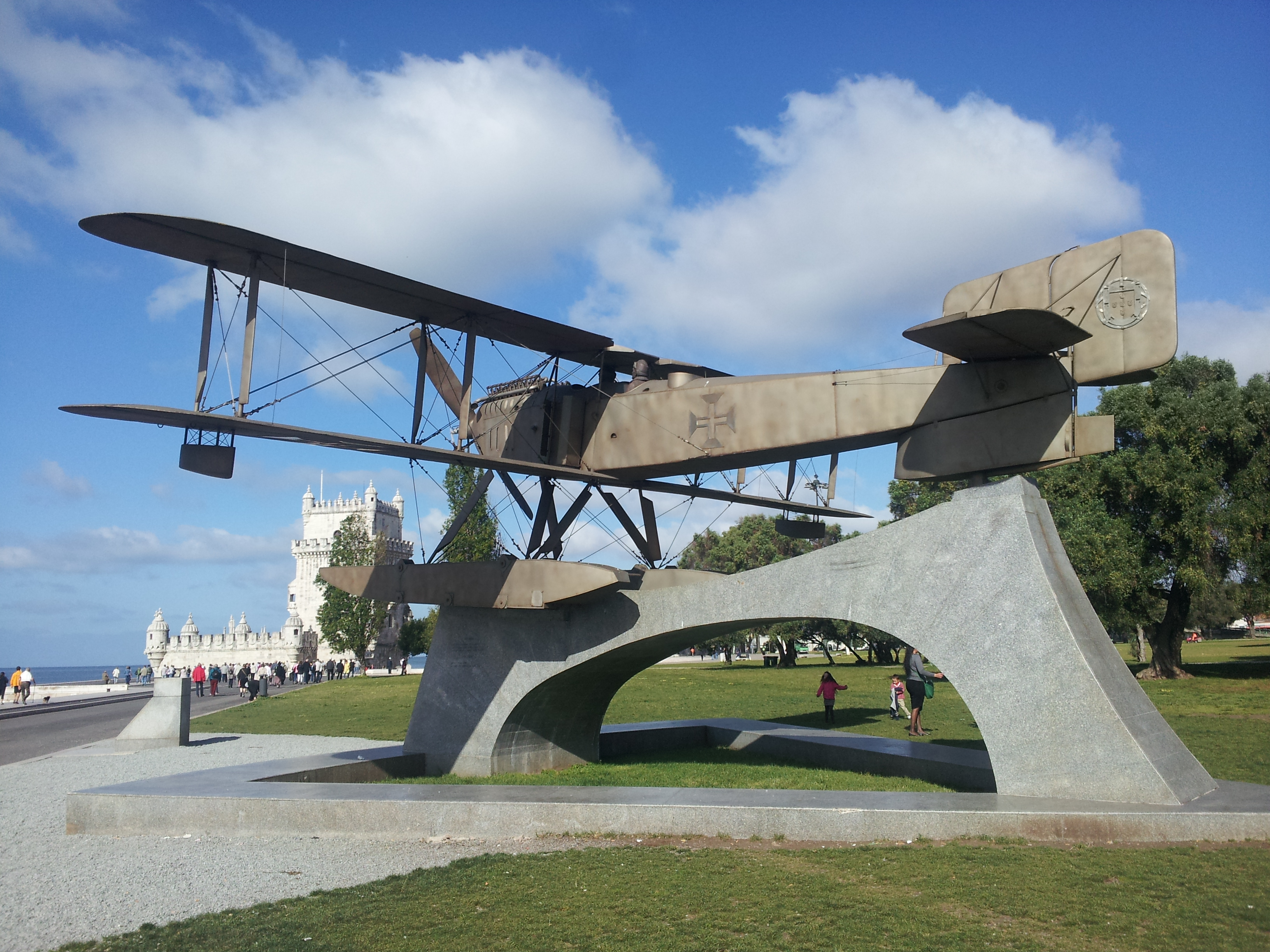
Pomnik przelotu w lizbońskim parku Torre de Belém
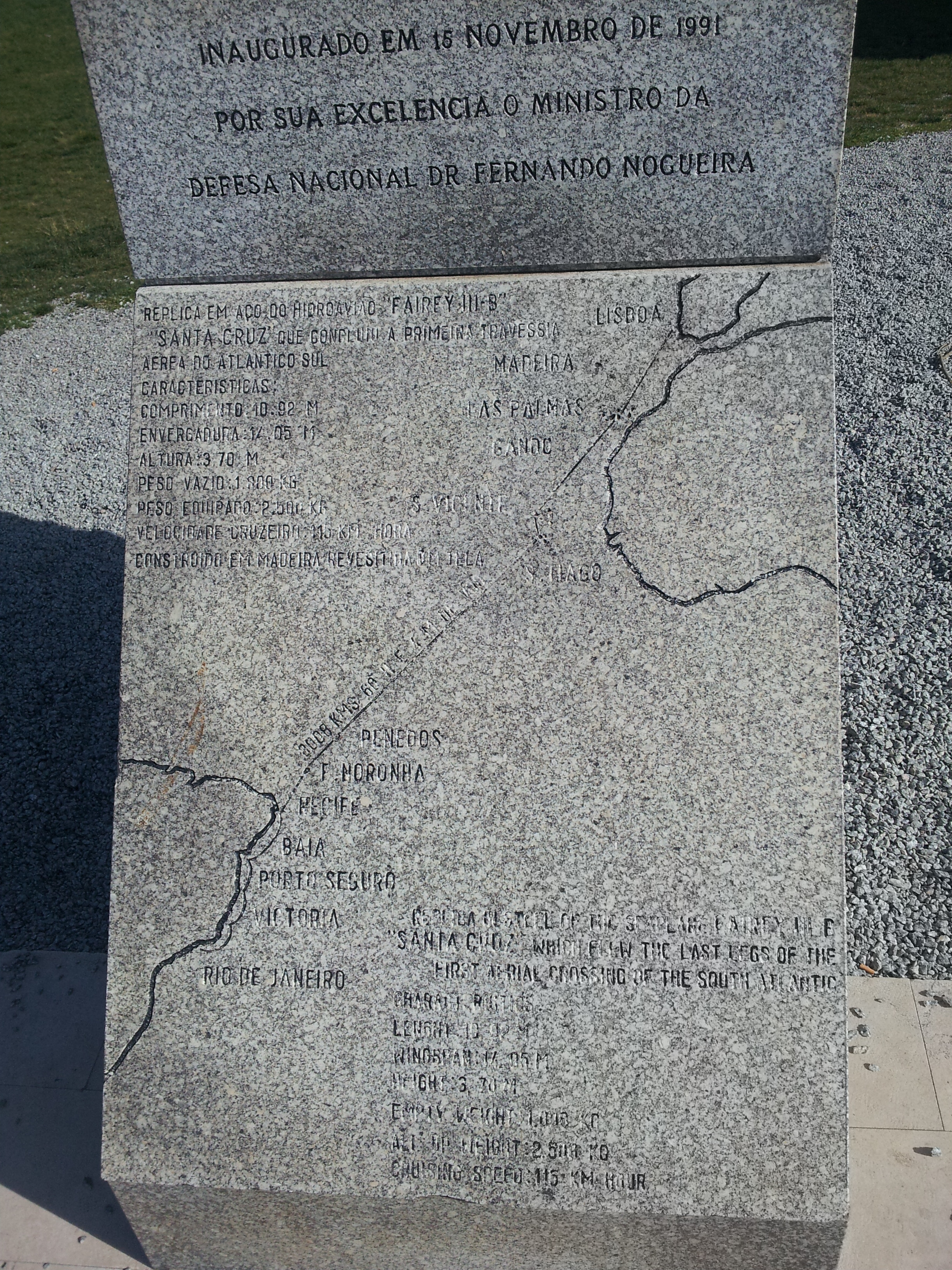
Fragment lizbońskiego pomnika
Trasa transatlantyckiego przelotu Coutinho i Cabrala
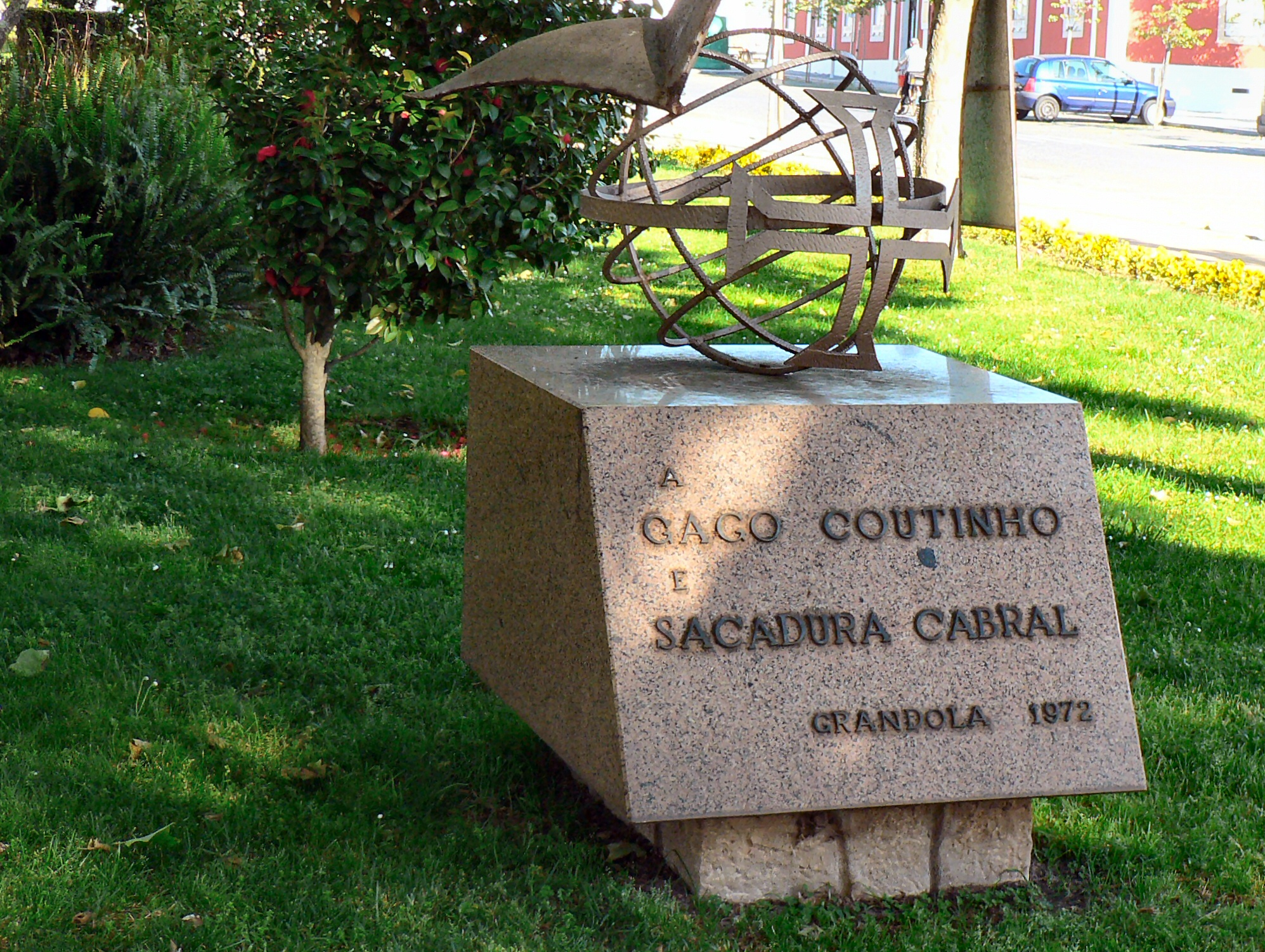
Pomnik Sacadury Cabrala i Gago Coutinho w Grândoli w Portugalii
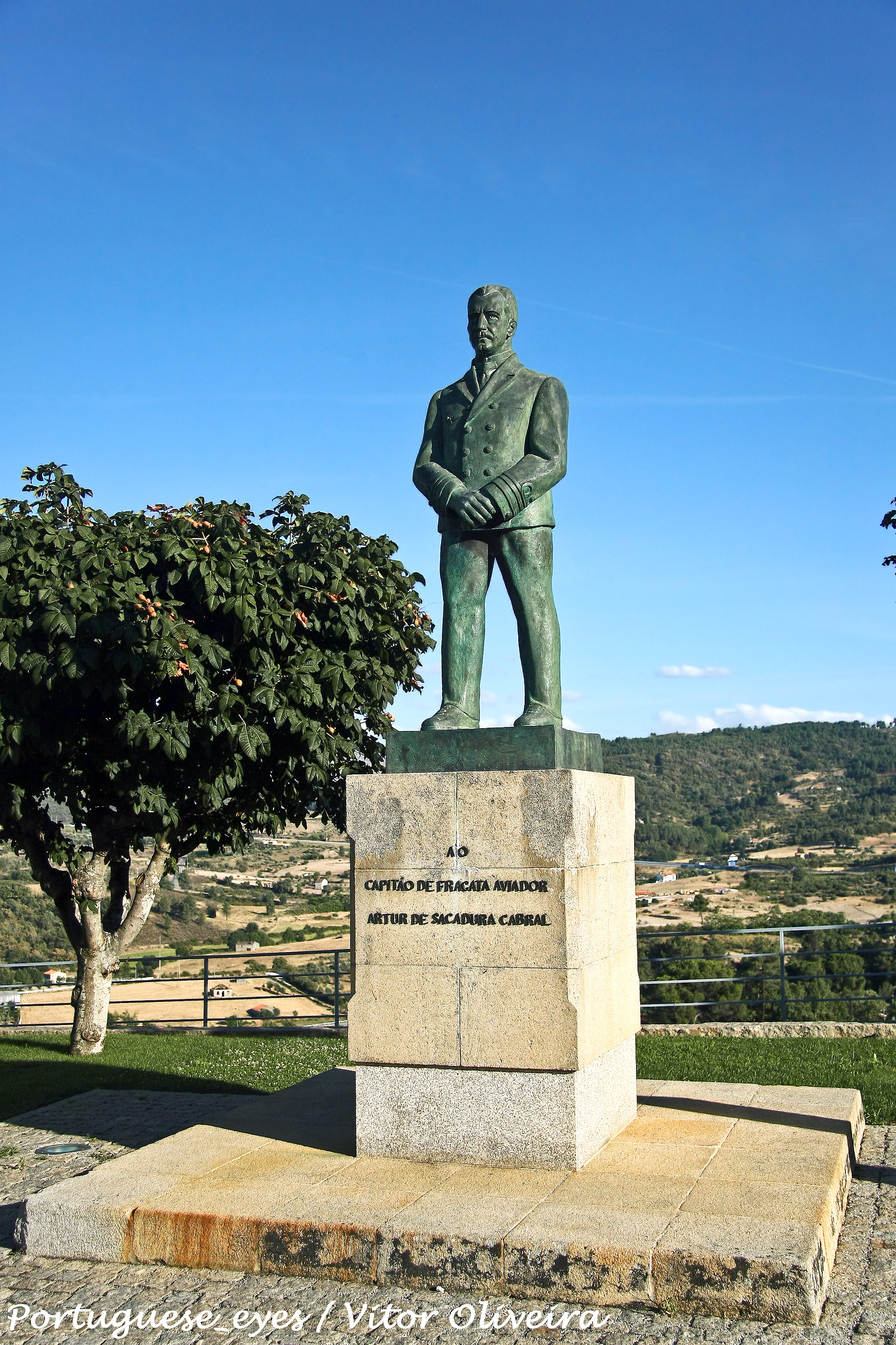
Pomnik Sacadury Cabrala w rodzinnym mieście Celorico da Beira.